# Karwacja
Karwacja (dodatkowa nazwa w j. kaszub. Karwacjô) – kolonia w Polsce, w województwie pomorskim, w powiecie kartuskim, w gminie Sierakowice.
Miejscowość leży na Pojezierzu Kaszubskim  na obszarze Kaszubskiego Parku Krajobrazowego przy drodze wojewódzkiej nr 211.
Do 2023 miejscowość była częścią wsi Mojusz.
W latach 1975–1998 Karwacja administracyjnie należała do województwa gdańskiego.
Na południe od Karwacji znajduje się rezerwat przyrody Żurawie Chrusty.